# Коммагена

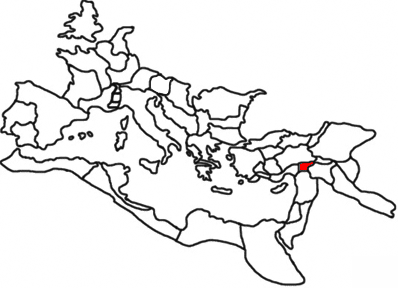
Римська провінція Коммагена.

Коммагена (грец. Kομμαγηνή, Kommagênê вірм. Կոմմագենէ) — область давньої Сирії, пізніше одна із провінцій Римської імперії[джерело?]. Розташована на півдні сучасної Туреччини у провінціях Адиямані, Кахраманмараш, Газіантеп.
Головне місто — Самосата на Євфраті, місце народження Лукіана. Коммагена була багата плодами й олією; пізніше розорена частими набігами парфян.
Також існувало царство Коммагена.